# Lake Worth Beach
Lake Worth Beach város az USA Florida államában, Palm Beach megyében. Lakosainak száma 42 219 fő (2020. április 1.).

## Népesség
A település népességének változása:
| Lakosok száma | 35 133 | 34 910 | 42 219 |
|               | 2000   | 2010   | 2020   |